# Двуречное (Харьковская область)
Двуречное (укр. Дворічне) — посёлок,
Таволжанский сельский совет,
Двуречанский район,
Харьковская область, Украина.
Код КОАТУУ — 6321885504. Население по переписи 2001 года составляет 326 (143/183 м/ж) человек.
10 февраля 2023 года поселок был захвачен  ВС РФ

## Географическое положение
Посёлок Двуречное находится на левом берегу реки Оскол в 2 км выше по течению от места впадения в неё рек Верхняя Двуречная и Нижняя Двуречная, ниже по течению примыкает к селу Гряниковка, на противоположном берегу расположен пгт Двуречная, рядом с посёлком протекает река Таволга, выше по течению которой к посёлку примыкает село Таволжанка.
Через посёлок проходит железная дорога, станция Двуречная.
Посёлок окружают лесные массивы урочище Великое и урочище Банковский Бор (сосна).

## История
- 1825 — дата основания.
- В 1870-х годах село называлось Воробьевка.[2]

## Экономика
- Элеватор.

## Объекты социальной сферы
- Школа.

## Известные люди
- Писаревский Петр Степанович — (1820—1871), украинский поэт, родился в посёлке Двуречное.